# Salvatore Bugnatelli
Salvatore Bugnatelli (* 3. Juli 1943 in Catania) ist ein italienischer Filmregisseur, Drehbuchautor und Filmeditor.

## Leben
Bugnatelli, der 1962 als Buchhalter diplomierte, begann als Bühnenschauspieler in seiner Heimatstadt; 1967 ging er nach Rom und war Komparse und Kleinstdarsteller, bevor er sich der Regie widmete. Zwischen 1974 und 1984 inszenierte Bugnatelli nach eigenem Drehbuch vier Filmkomödien und war auch für den Schnitt der Filme verantwortlich, die allesamt geringen Publikumserfolg hatten. 1989 veröffentlichte er zwei Pornofilme.
Bugnatelli arbeitet seit Beginn der 1980er Jahre für italienische Fernsehstationen.

## Filmografie (Auswahl)
- 1975: Diabolicamente… Letizia
- 1989: Intimo profondo
- 1989: Anna – Der bumsfidele Filmstar (Racconto immorale)[4]